# Баклунд, Хельге Гётрик
Хельге Гётрик Ба́клунд (Олег Оскарович Баклунд или Хельге Баклунд; швед. Helge Götrik Backlund; 3 сентября 1878, Дерпт, Лифляндская губерния — 29 января 1958, Уппсала) — российский и шведский учёный — геолог, минералог и петрограф.

## Биография
Олег Оскарович Баклунд родился 22 августа (3 сентября) 1878 года в городе Дерпте, в семье астронома Оскара Андреевича Баклунда.
В 1902 году окончил Петербургский университет. Ещё студентом, в 1899—1901 годах, принял участие в возглавляемой Ф. Н. Чернышёвым экспедиции «градусного измерения» на Шпицбергене.
С 1908 года, получив до этого степень доктора философии в Вене, работал хранителем Геологического музея имени Петра I Императорской Академии наук.
В 1909 году возглавил организованную Академией наук и ИРГО экспедицию на Полярный Урал и в Карскую тундру для всестороннего естественно-исторического исследования этой области. Кроме руководства экспедицией на Полярный Урал, на Баклунда были возложены ещё и геологические изыскания. В состав экспедиции входил палеоботаник В. Н. Сукачёв. Экспедиция получила ценные геологические, ботанические и зоологические материалы, пролившие свет на природные условия исследованной территории. Были собраны также ненецкие предметы культа, деревянные идолы, найденные у подножия горы Минисей и в других местах. Баклунд, изучая геологическое строение и рельеф местности, отметил нагорные террасы на вершинах гор Полярного Урала, обнаружил следы четвертичного оледенения. Топограф Н. А. Григорьев на основании мензульной съемки составил карту исследованного района в масштабе 2 версты в одном дюйме (1 : 84 000) с горизонталями через 10 сажен. Предварительные результаты экспедиции были освещены в отчётах Баклунда в 1910—1911 гг. Проведённые Баклундом исследования были отмечены в 1911 году Малой золотой медалью ИРГО.
После возвращения из уральской экспедиции Баклунд ездил в Южную Америку, где изучал петрографию и геологическое строение Анд.
В 1916 году он проводил поиски метеорита в окрестностях Никольска-Уссурийского, сделал научный доклад в Обществе изучения Амурского края.
В 1918 году выехал в командировку в Финляндию и Швецию.
С 1918 года был профессором геологии и минералогии в Академии Або (Турку, Финляндия).

### Работа в Швеции
В 1924—1943 годах — профессор Уппсальского университета (Швеция).
В 1945 году Баклунд присутствовал на праздновании 220-летия Академии наук СССР и так описал свои впечатления от восстановления науки в Ленинграде в интервью шведской газете:

Нас поразила быстрота, с которой была проведена реорганизация. Большая часть научных принадлежностей, находившихся в городе, была эвакуирована далеко на восток. Теперь же все возвращено обратно и работает полным ходом в лабораториях и институтах… Институты Академии разрушены незначительно. В Ботаническом саду растения погибли, но большие геологические коллекции и гербарии мало пострадали от войны. Только геологический институт пострадал от осколков бомб. Астрономический институт и сейсмографическая обсерватория, напротив, сровнены с землей…
В 1947 году избран членом Шведской Королевской академии наук. Он — почётный член и член-корреспондент 15 иностранных академий наук и научных обществ.
Основные научные работы Баклунда сосредоточены в области петрографии и тектоники Скандинавских стран и приполярных регионов. Пересмотрел стратиграфию архейских пород Балтийского щита и установил единый цикл готокарелид. В 1899—1901 годах был геологом русско-шведской экспедиции на Шпицбергене, в августе 1900 года совершил первое восхождение на пик Ньютона, высшую точку архипелага Шпицберген. В 1904 году был геологом в русской экспедиции в северную часть Сибири, в 1909 году — на Северный Урал, в 1911 году — в Туркестан. Исследовал геологическое строение Алтая в 1915 году, Полярного Урала в 1916, Северной Монголии в 1917. В 1911—1913 годах, будучи государственным геологом Аргентины, исследовал месторождения олова не только в этой стране, но и в Боливии.
Умер 29 января 1958 года в Уппсале.

## Награды и премии
- 1911 — Малая золотая медаль ИРГО
- [когда?] — орден Св. Станислава 3-й степени.

## Публикации
Автор книг и статей по геологии, среди них:
- Баклунд О. О. Дагестанские ледники // Известия ИРГО. 1904. Т. 40. Вып. 4. С. 671—672.
- Труды Хатангской экспедиции императорского Русского географического общества в 1905 г. под начальством И. П. Толмачева. — Пг.: Тип. Имп. Акад. наук, 1915.

## Память
В его честь названы острова Баклунда (Карское море, Енисейский залив, название присвоено в 1920 году в честь О. О. Баклунда, как геолога, составившего первое геологическое описание западного побережья полуострова Таймыр).